# Junta de Misiones Internacionales
La Junta de Misiones Internacionales (en inglés: International Mission Board) es una organización  misionera bautista. Ella está afiliada a la Convención Bautista del Sur. Su sede se encuentra en Richmond (Virginia), Estados Unidos.

## Historia
La organización fue fundada en 1845 como la Junta de Misiones Extranjeras por la Convención Bautista del Sur. La primera misión de la organización es China con los misioneros Samuel C. Clopton y George Pearcy. En 1888, la associación Woman's Missionary estableció un programa de recaudación de fondos para misiones extranjeras, que más tarde tomaría el nombre de ofrenda de Navidad de Lottie Moon (La Ofrenda de Navidad de Lottie Moon) que lleva el nombre del misionero  Charlotte D. "Lottie" Moon enviado a China. En 1997, la junta pasó a llamarse Junta de Misiones Internacionales. En 2021, dijo que tenía 3,654 voluntarios.